# Городское поселение город Вилюйск
Городско́е поселе́ние город Вилюйск — муниципальное образование в Вилюйском улусе Якутии Российской Федерации.
Административный центр — город Вилюйск.

## История
Статус и границы городского поселения установлены Законом Республики Саха (Якутия) от 30 ноября 2004 года N 173-З N 353-III «Об установлении границ и о наделении статусом городского и сельского поселений муниципальных образований Республики Саха (Якутия)».

## Население
| 2011    | 2012    | 2013    | 2014    | 2015    | 2016    | 2017    |
| ------- | ------- | ------- | ------- | ------- | ------- | ------- |
| 10 560  | ↘10 490 | ↗10 837 | ↗10 873 | ↗10 968 | ↗11 055 | ↗11 279 |
| 2018    | 2019    | 2020    | 2021    | 2023    |         |         |
| ↗11 393 | ↗11 506 | ↗11 644 | ↘10 367 | ↘10 363 |         |         |

## Состав городского поселения
| № | Населённый пункт | Тип населённого пункта        | Население |
| - | ---------------- | ----------------------------- | --------- |
| 1 | Вилюйск          | город, административный центр | ↗10 045   |
| 2 | Сосновка         | село                          | ↘318      |